# Grewia celtidifolia
Grewia celtidifolia är en malvaväxtart som beskrevs av Antoine Laurent de Jussieu. Grewia celtidifolia ingår i släktet Grewia och familjen malvaväxter. Inga underarter finns listade i Catalogue of Life.